# Gianni Rivera
Giovanni ("Gianni") Rivera (sinh 18 tháng 8 năm 1943 tại Alessandria) là cựu cầu thủ bóng đá Ý, giành được danh hiệu Quả Bóng Vàng năm 1969. Ông hiện là một chính khách.

## Tiểu sử và sự nghiệp
Với biệt danh il golden boy (cậu bé vàng) của bóng đá Ý, Rivera là sản phẩm của học viện đào tạo trẻ của Alessandria và đá trận đầu tiên ở Serie A trong màu áo Alessandria, gặp Inter Milan ngày 2 tháng 6 năm 1959 khi mới hơn 15 tuổi. Ông chơi 26 trận cho câu lạc bộ này và ghi được 6 bàn thắng. Sau một năm, AC Milan mua ông để thay thế cho Juan Schiaffino với mức phí chuyển nhượng kỉ lục vào thời đó là 200.000 đô la Mỹ. Lúc đó ông mới 16 tuổi. Năm 1962 ông có được scudetto (chức vô địch bóng đá Ý) đầu tiên với AC Milan và ngày 13 tháng 5 năm 1962, ở tuổi 18, ông chơi trận đầu tiên cho đội tuyển Ý, đấu với đội tuyển Tây Đức tại World Cup 1962 ở Chile với kết quả là một trận hoà không tỉ số.
Do đoạt được scudetto năm 1962, AC Milan được quyền tham dự Cúp C1 châu Âu mùa bóng 1962-63, và giành chức vô địch Cúp C1 (1963) sau khi đánh bại Benfica 2-1 trong trận chung kết. Rivera với phong độ chói sáng đã về thứ hai trong cuộc bình chọn Quả bóng vàng châu Âu năm đó (xếp sau thủ môn Lev Yashin).
Mùa bóng 1967-68, Rivera cùng với AC Milan giành cả danh hiệu vô địch quốc gia và Cúp C2 châu Âu. Năm 1968, ông có mặt trong đội tuyển Ý vô địch Euro 1968. Tuy nhiên, ông vắng mặt trong trận chung kết với đội tuyển Nam Tư do bị chấn thương trong trận bán kết gặp đội tuyển Liên Xô. Mùa bóng sau, ông cùng AC Milan đoạt thêm một Cúp C1 châu Âu và cùng năm đó (1969) ông giành được danh hiệu Quả bóng vàng châu Âu.
Ông tham dự World Cup 1970 ở México trong đội hình Squadra Azzurra (đội tuyển Ý), vào đến trận chung kết và chỉ chịu thua đội tuyển Brasil 1-4. Huấn luyện viên của đội tuyển Ý năm đó là Ferruccio Valcareggi, cho rằng Gianni Rivera và đồng đội của ông là Sandro Mazzola không phối hợp được với nhau trên sân. Do vậy, mặc dù Rivera nổi tiếng hơn nhưng Valcareggi lựa chọn Mazzola trong những trận đầu. Tuy nhiên, ở vòng 2, khi sức tấn công của tuyển Ý có vẻ kém hiệu quả, Valcareggi quyết định thực hiện chính sách "quay vòng" với hai cầu thủ này. Mazzola thường chơi ở hiệp thứ nhất còn Rivera ở hiệp thứ hai. Với chiến thuật này, Rivera đã giúp đội nhà vượt qua chủ nhà Mexico ở tứ kết và Đức ở bán kết, được coi là một trong những trận hay nhất trong lịch sử World Cup mà Rivera đóng vai trò chính. Tuy nhiên, trong trận chung kết, Valcareggi đã không sử dụng Rivera cho đến khi trận đấu chỉ còn 8 phút, mặc dù Rivera là người hùng trong hai trận trước.
Ông cũng tham dự World Cup 1974 và người Ý phải dừng bước ở vòng bảng khi chịu thua Ba Lan 1-2. Đó cũng là trận đấu cuối cùng của Rivera trong màu áo đội tuyển quốc gia. Tổng cộng ông thi đấu 60 trận và ghi 14 bàn.
Rivera cùng AC Milan tham dự hai trận chung kết Cúp C2 châu Âu liên tiếp vào các năm 1973 và 1974 và giành được một Cúp vào năm 1973. Ông cũng cùng đội bóng sọc đỏ đen (biệt hiệu của AC Milan) giành 2 Cúp Quốc gia Ý liên tiếp vào các năm 1972 và 1973. AC Milan cũng giành vài Cúp Quốc gia Ý trong thập niên 1970 nhưng không có Rivera trong đội hình vì ông bị cấm thi đấu do thái độ đối với các trọng tài Ý.
Rivera giành được scudetto cuối cùng trong sự nghiệp cầu thủ vào năm 1979 với AC Milan, đây cũng là chức vô địch Ý thứ 10 của câu lạc bộ. Tổng cộng ông thi đấu cho AC Milan ở Serie A 501 trận và ghi 160 bàn.
Sau khi giải nghệ cầu thủ, Rivera trở thành phó chủ tịch câu lạc bộ. Khi Silvio Berlusconi mua câu lạc bộ năm 1986, ông rời AC Milan và bắt đầu tham gia chính trường Ý, trở thành một thành viên của Nghị viện Ý. Ông làm trợ lý bộ trưởng Quốc phòng dưới chính phủ của thủ tướng Romano Prodi. Hiện nay ông là một thành viên của Nghị viện châu Âu đại diện cho đảng Cây Ôliu.

## Vinh danh
Ông được Pelé đưa vào danh sách 125 cầu thủ còn sống vĩ đại nhất vào tháng 3 năm 2004.

## Danh hiệu

### Cá nhân
- Quả bóng vàng châu Âu: 1969
- Vua phá lưới giải vô địch Ý: 1973

### Câu lạc bộ
- Vô địch Ý: 1962, 1968, 1979
- Cúp Quốc gia Ý: 1967, 1972, 1973, 1977
- Cúp C1 châu Âu: 1963, 1969
- Cúp C2 châu Âu: 1968, 1973
- Cúp Liên lục địa: 1969

### Đội tuyển quốc gia
- Vô địch châu Âu: 1968
- Huy chương bạc World Cup: 1970

## External Liên kết ngoài
- Gianni Rivera – Thành tích thi đấu FIFA
- FIGC (tiếng Ý)
- Italia1910.com (tiếng Ý)
- TuttoCalciatori.net (tiếng Ý)
- "FIFA Classic Player: Milan and Italy's Golden Boy". fifa.com. Bản gốc lưu trữ ngày 14 tháng 6 năm 2015. Truy cập ngày 12 tháng 4 năm 2019.